# Іст-Перу (Айова)
Іст-Перу (англ. East Peru) — місто (англ. city) в США, в окрузі Медісон штату Айова. Населення — 115 осіб (2020).

## Географія
Іст-Перу розташований за координатами 41°13′37″ пн. ш. 93°55′46″ зх. д. / 41.22694° пн. ш. 93.92944° зх. д. (41.227033, -93.929517).  За даними Бюро перепису населення США в 2010 році місто мало площу 2,42 км², уся площа — суходіл.

## Демографія
Згідно з переписом 2010 року, у місті мешкало 125 осіб у 47 домогосподарствах у складі 38 родин. Густота населення становила 52 особи/км².  Було 51 помешкання (21/км²).
Расовий склад населення:
| - 100,0 % — білих |

До двох чи більше рас належало 0,0 %. Частка іспаномовних становила 0,0 % від усіх жителів.
За віковим діапазоном населення розподілялося таким чином: 27,2 % — особи молодші 18 років, 54,4 % — особи у віці 18—64 років, 18,4 % — особи у віці 65 років та старші. Медіана віку мешканця становила 45,5 року. На 100 осіб жіночої статі у місті припадало 101,6 чоловіків;  на 100 жінок у віці від 18 років та старших — 97,8 чоловіків також старших 18 років.
Середній дохід на одне домашнє господарство  становив 36 626 доларів США (медіана — 25 000), а середній дохід на одну сім'ю — 42 226 доларів (медіана — 28 750). За межею бідності перебувало 33,3 % осіб, у тому числі 47,4 % дітей у віці до 18 років та 6,9 % осіб у віці 65 років та старших.
Цивільне працевлаштоване населення становило 38 осіб. Основні галузі зайнятості: освіта, охорона здоров'я та соціальна допомога — 36,8 %, виробництво — 21,1 %, інформація — 10,5 %, фінанси, страхування та нерухомість — 10,5 %.